# Muara Kumpulan
Muara Kumpulan is een bestuurslaag in het regentschap Mandailing Natal van de provincie Noord-Sumatra, Indonesië. Muara Kumpulan telt 689 inwoners (volkstelling 2010).